# Wera Wassiljewna Gornostajewa
Wera Wassiljewna Gornostajewa (russisch Вера Васильевна Горностаева; * 1. Oktober 1929 in Moskau; † 19. Januar 2015 ebenda) war eine russische Pianistin und Klavierpädagogin.

## Leben und Wirken
Wera Gornostajewa, Tochter einer am Moskauer Konservatorium ausgebildeten Pianistin und eines Ingenieurs, besuchte von 1937 bis 1947 das Gymnasium Zentrale Musikschule Moskau und wurde dort von Klavierpädagogen unterrichtet. Anschließend studierte sie am Moskauer Konservatorium in der Klasse von Heinrich Neuhaus. 1955 schloss sie ihre Klavierausbildung nach erfolgreichem Graduiertenstudium ab. Gornostajewa lehrte zuerst am Gnessin-Institut Moskau und ab 1959 am Moskauer Konservatorium. 1963 wurde sie Hochschuldozentin und 1969 zur Professorin berufen. 2007 übernahm sie die Leitung des Lehrstuhls Klavier, diese Position hatte sie bis zu ihrem Lebensende inne.
Zwischen 1970 und 1988 durfte Gornostajewa die Sowjetunion nicht verlassen, da sie von der Regierung als „politisch unverlässlich“ eingestuft wurde. Seit 1990 unterrichtete sie im Rahmen des Yamaha Musical Fund in der Yamaha Meisterklasse.
Sie war Präsidentin der Moskauer Vereinigung der Musiker. Gornostaewa hielt Meisterklassen in Japan, Italien, Deutschland, Frankreich, England, der Schweiz, Polen, den USA und dem Vereinigten Königreich. Sie war Jurymitglied bei zahlreichen internationalen Wettbewerben, darunter Casadesus in Cleveland 1991, Hamamatsu in Japan 1997, Rachmaninoff in Moskau 2002 und Maria Callas in Athen 2004. Außerdem gab sie Seminare für russische Musiklehrer und Vorlesungen in klassischer Musik und bildenden Künsten im Radio und Fernsehen.
Sie veröffentlichte zahlreiche Artikel, Bücher sowie neun musikalische Aufnahmen klassischer Komponisten, die bei Philips, Phoenix, Yamaha und anderen Plattenfirmen erschienen.
Gornostajewa war die Mutter der Pianistin Ksenija Knorre und Großmutter des 1990 in Moskau geborenen litauisch-russischen Pianisten Lukas Geniušas sowie der Schauspielerin Lika Kremer, Tochter aus Knorres erster Ehe mit Gidon Kremer. Sie starb am 19. Januar 2015 in einem Moskauer Krankenhaus im Alter von 85 Jahren.

## Schüler (Auswahl)
Wera Gornostajewa hatte zahlreiche Schüler, die bedeutende Wettbewerbserfolge erreichten. Dazu zählten unter anderem Sergei Babayan, Pavel Egorov, Alexander Fiseisky, Ivo Pogorelich, Aleksandra Romanić, Detlef Kaiser, Ayako Uehara, Hiromi Uehara, Anna Gourari und Alexander Paley.

## Bibliografie
- Two Hours After the Concert

## Auszeichnungen
- 1966: Verdienter Künstler der RSFSR
- 1988: Volkskünstler der RSFSR